# 388th Fighter Wing

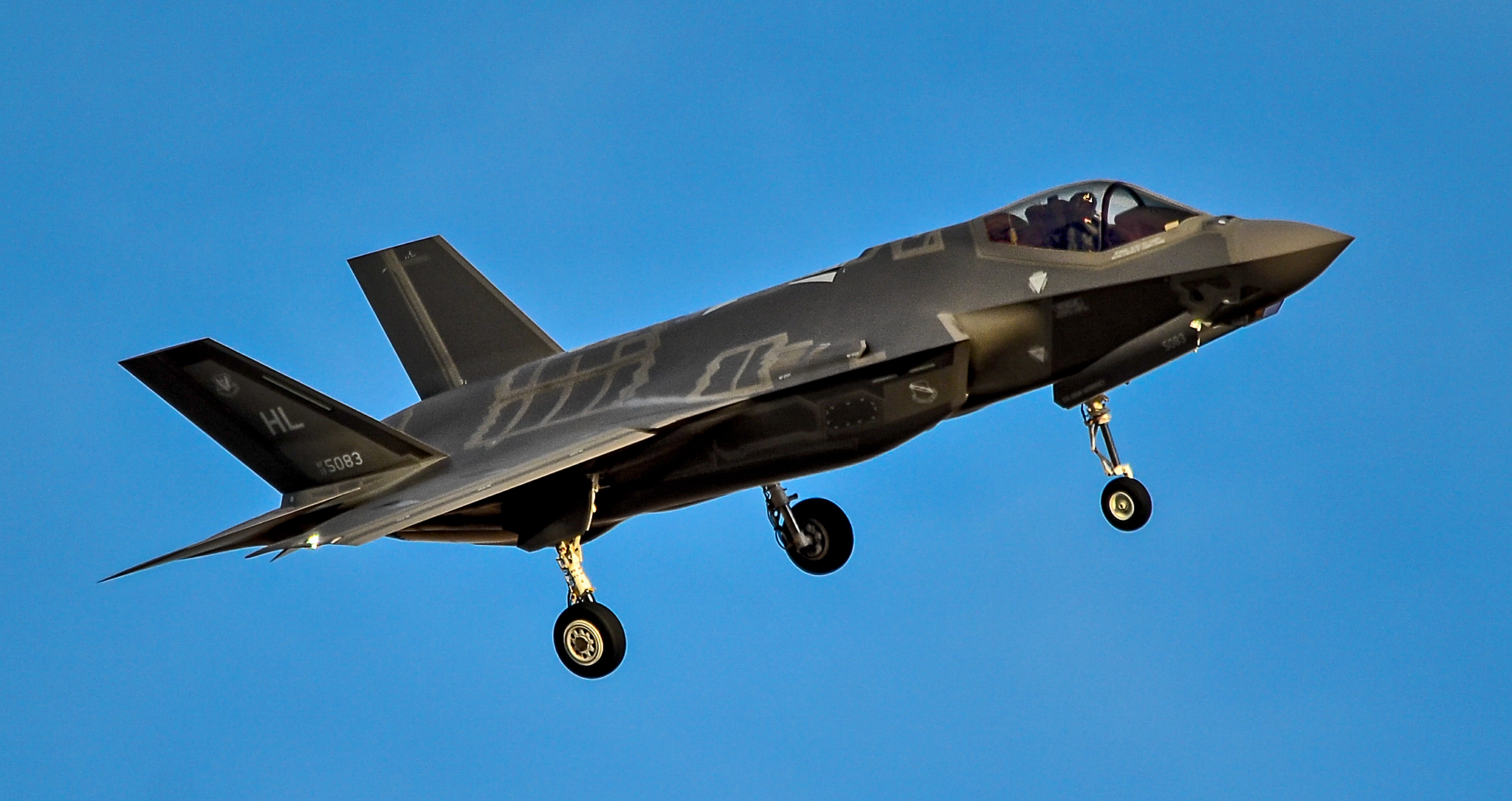
F-35A del 34th FS

Il 388th Fighter Wing è uno stormo Caccia dell'Air Combat Command, inquadrato nella Twelfth Air Force. Il suo quartier generale è situato presso la Hill Air Force Base, nello Utah.

## Missione
Allo stormo è associato il 419th Fighter Wing, il quale fornisce personale di supporto per l'addestramento e la manutenzione per i suoi velivoli.

## Organizzazione
Attualmente, al maggio 2017, lo stormo controlla:
- 388th Operations  Group
  - 388th Operations Support Squadron
  -  4th Fighter Squadron - Equipaggiato con 25 F-35A
  -  34th Fighter Squadron - Equipaggiato con 25 F-35A
  -  421st Fighter Squadron - Equipaggiato con 25 F-35A
- 388th Maintenance Group
  - 388th Aircraft Maintenance Squadron
  - 388th Maintenance Squadron